# Pão doce

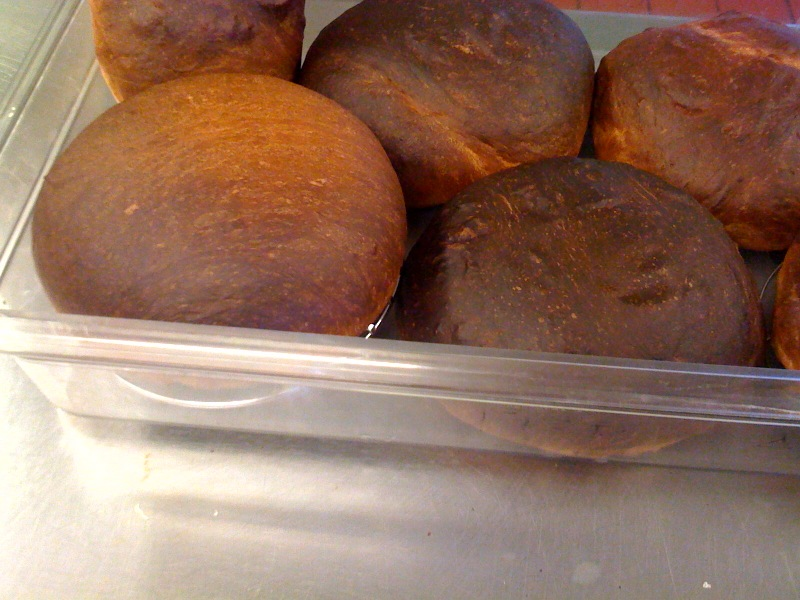
Pão doce (portuguese sweet bread) nos Estados Unidos.

Pão doce é um tipo de pão muito comum no Brasil e em Portugal. A receita varia conforme a região de origem. Nas padarias e confeitarias do Rio de Janeiro, o pão doce é extremamente comum e consiste em um pão de massa doce com creme de baunilha decorado com frutas em calda e cobertura de fondant e geleia de brilho.